# 斯坎迪亞鎮區 (北達科他州巴恩斯縣)
斯坎迪亞鎮區（英語：Skandia Township）是位於美國北達科他州巴恩斯縣的一個鎮區。

## 地方資料
斯坎迪亞鎮區的面積為92.95平方千米，當中陸地面積為91.09平方千米，而水域面積為1.86平方千米。根據2020年美國人口普查的數據，當地共有人口25人，而人口密度為每平方千米0.27人。